# 扎普拉夫卡
49°4′37″N 34°52′31″E / 49.07694°N 34.87528°E

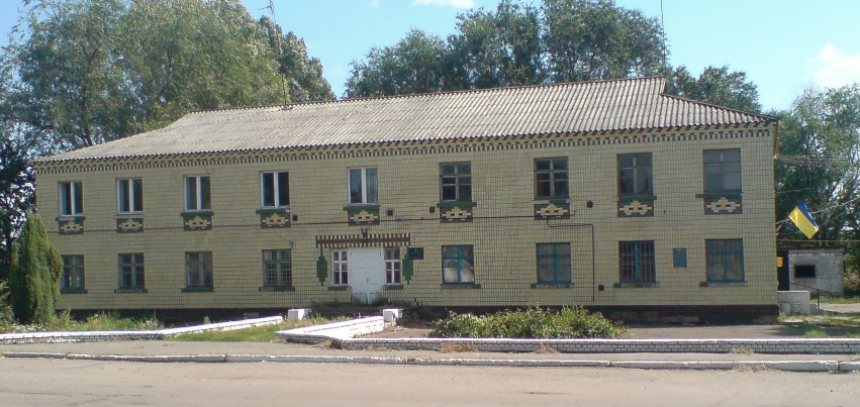

扎普拉夫卡（烏克蘭語：Заплавка），是烏克蘭中部的村莊，隸屬第聶伯羅彼得羅夫斯克州的薩馬爾區。該村處於莫克拉扎普拉夫卡河左岸，距離科托夫卡5公里，面積2.82平方公里，海拔高度85米，2014年人口518。